# رانجیت ساها
رانجیت ساها (بنگالی: রনজিত সাহা؛ زادهٔ ۱۵ ژانویهٔ ۱۹۶۴) بازیکن فوتبال اهل بنگلادش بود.
وی همچنین در تیم‌های ملی فوتبال زیر ۲۰ سال بنگلادش و بنگلادش بازی کرده است.
وی در مسابقات کشوری و بین‌المللی در مجموع برندهٔ ۱ مدال نقره شده است.